# Pasaje a la India (novela)
Pasaje a la India (título original en inglés, A Passage to India) (1924) es una novela del autor inglés E. M. Forster ambientada en el Raj británico y el movimiento de independencia indio en los años 1920. Fue seleccionada como una de las cien mejores obras de la literatura en inglés por la Modern Library y obtuvo el Premio James Tait Black Memorial de 1924 para ficción. La revista Time incluyó la novela en sus "100 mejores novelas en inglés de 1923 a 2005". La novela se basa en la experiencia de Forster en la India. E. M.Forster tomó el título del poema de Walt Whitman Hojas de hierba.
La historia gira alrededor de cuatro personales: Dr. Aziz, su amigo británico el señor Cyril Fielding, la señora Moore y la señorita Adela Quested. Durante un viaje a la cuevas de  Marabar Caves (basadas en las cuevas de Barabar de Bihar), Adela acusa a Aziz de intentar atacarla. El juicio de Aziz, su desarrollo y lo que ocurrió después, ponen de relieve todas las tensiones raciales y los prejuicios entre los indios indígenas y los colonialistas británicos que gobernaban la India.

## Resumen de la trama
Una joven maestra de escuela británica, Adela Quested, y su amiga mayor, la señora Moore, visitan la ciudad ficticia de Chandrapore, en la India británica. Adela va a casarse con el hijo de la señora Moore, Ronny Heaslop, el magistrado de la ciudad.
Mientras tanto, el doctor Aziz, un joven médico indio musulmán, está cenando con dos de sus amigos indios y conversando sobre si es posible o no ser amigos de un inglés. Durante la velada, llega la llamada del Mayor Callendar, el desagradable superior de Aziz en el hospital. Aziz se apresura a ir al bungalow de Callendar tal como se le ordenó, pero se ve retrasado por el estallido de un neumático y la dificultad de encontrar un tonga y el mayor ya se ha marchado apresuradamente.
Desconsolado, Aziz camina por la carretera hacia la estación de ferrocarril. Cuando ve su mezquita favorita, un poco destartalada pero de bella estructura, entra siguiendo un impulso. Encuentra a una extraña inglesa allí, y enfadado le grita que no profane ese lugar sagrado. La mujer que resulta ser la señora Moore, respeta las costumbres nativas (se ha quitado los zapatos antes de entrar y reconoce que "Dios está aquí" en la mezquita) desarma a Aziz, y los dos charlan y se despiden como amigos.
La señora Moore regresa al club británico, más allá en la carretera, y relata su experiencia en la mezquita. Ronny Heaslop, su hijo, al principio cree que ella está hablando de un inglés, y se enfada cuando conoce los hechos. Cree que ella debería haber puesto de manifiesto por su tono que se trataba de un "mahometano". Adela, sin embargo, queda intrigada.
Debido a que las recién llegadas expresan su deseo de ver a indios, el señor Turton, recaudador de impuestos de la ciudad, invita a numerosos caballeros indios a una fiesta en su casa. La fiesta resulta ser algo chocante, gracias a la timidez de los indios y el snobismo de los británicos, pero Adela conoce a Cyril Fielding, director del colegio para indios del gobierno de Chandrapore. Fielding invita a Adela y la señora Moore a tomar el té con él y un profesor brahmán hinduista llamado Narayan Godbole. A petición de Adela, se amplía la invitación al doctor Aziz.
En el té de Fielding, todo el mundo pasa un buen rato conversando sobre la India, y Fielding y Aziz incluso se hacen grandes amigos. Aziz alegremente promete llevar a la señora Moore y  Adela a ver las cuevas de Marabar, un lejano complejo de cuevas de las que habla todo el mundo pero que nadie parece realmente visitar. La invitación de Aziz a Marabar fue una de esas promesas espontáneas que la gente hace a menudo, pero que nadie pretende cumplir. Ronny Heaslop llega e  interrumpe groseramente la fiesta.
Aziz cree erróneamente que las mujeres están verdaderamente ofendidas por no haber cumplido su promesa y organiza la salida de gran coste. Fieldeing y Godbole se supone que van a acompañar la pequeña expedición, pero pierden el tren.
Aziz y las mujeres empiezan a explorar las cuevas. En la primera cueva, sin embargo, la señora Moore se ve atacada de claustrofobia, pues la caverna está oscura y se ve seguida por el séquito de Aziz. La presión de la gente casi la ahoga. Pero peor que la claustrofobia es el eco. No importa el sonido que se haga, el eco siempre dice "Boum." Perturbada por el eco, la señora Moore rechaza seguir explorando. De manera que Adela y Aziz, acompañados por un solo guía, ascienden por la colina para explorar el siguiente grupo de cuevas.
Mientras Aziz ayuda a Adela a subir la colina, ella inocentemente le pregunta si él tiene más de una mujer. Desconcertado por la franqueza de ese comentario, se apresura a entrar en la cueva para calmarse. Cuando sale, encuentra al guía sentándose a solas en el exterior de las cuevas. El guía dice que Adela ha entrado en una de las cuevas ella sola. Aziz la busca en vano. Suponiendo que ella se ha perdido, enojado golpea al guía, quien se escapa corriendo. Aziz vuelve a mirar en derredor y descubre los prismáticos de Adela (parecidos a unos binoculares) rotos sobre el suelo. Los guarda en su bolsillo.
Entonces Aziz mira abajo en la colina y ve a Adela hablando con otra joven inglesa, la señorita Derek, quien ha llegado con Fielding en un coche. Aziz baja la colina y saluda efusivamente a Fielding, pero la señorita Derek y Adela ya se han marchado en coche sin una sola palabra de explicación. Fielding, la señora Moore y Aziz vuelven a Chandrapore en tren.
Entonces estalla la bomba. En la estación de tren, el doctor Aziz es arrestado y acusado de asalto sexual sobre Adela en una cueva. Ella denuncia el supuesto incidente a las autoridades británicas.
Los preliminares al juicio de Aziz por intento de violación desata las tensiones raciales entre los británicos y los indios. Adela acusa a Aziz sólo de intentar tocarla. Dice que él la siguió a la cueva e intentó agarrarla y que ella lo esquivó tirándole sus prismáticos. Ella recuerda que él agarró los prismáticos y que se rompió la tira, lo que la permitió escaparse. La única prueba que tienen los británicos es que los prismáticos se encontraron en poder del doctor Aziz. A pesar de esto, los colonos británicos creen firmemente que Aziz es culpable; en el fondo de sus mentes está la convicción de que todos los pueblos de piel oscura sienten deseo por las mujeres blancas. Quedan asombrados cuando Fielding proclama su creencia en la inocencia de Aziz. A Fielding lo aíslan y lo condenan como traidor a su sangre. Pero los indios, que consideran la alegación de agresión un fraude que pretendía arruinar la reputación de su comunidad, le dan la bienvenida.
Durante las semanas que preceden al juicio, la señora Moore está inesperadamente apática e irritable. Su experiencia en la cueva parece haber arruinado su fe en la humanidad. Aunque ella de manera cortante profesa su creencia en la inocencia de Aziz, no hace nada por ayudarle. Ronny, alarmado por la afirmación de su madre de que Aziz es inocente, decide organizar su regreso por barco a Inglaterra antes de que ella pueda testificar a estos efectos en el juicio. La señora Moore muere durante el viaje. Su ausencia de la India se convierte en un tema principal en el juicio, en el que los defensores de Aziz afirman que su testimonio solo, de haber sido posible, habría probado la inocencia del acusado.
Después de un período inicial de fiebre y lloriqueo, Adela queda confusa en cuanto a la culpa de Aziz. En el juicio, se le pregunta claramente si Aziz la asaltó sexualmente o no. Pide que le dejen pensarlo un momento antes de responder. Tiene una visión de la cueva en aquel momento y resulta que Adela, mientras estuvo en la cueva, tuvo un shock parecido al de la señora Moore. El eco la había desconcertado tanto que quedó temporalmente trastornada. Corrió por la cueva, huyó colina abajo y finalmente se marchó deprisa con la señorita Derek. Entonces, Adela interpretó erróneamente su shock como un asalto de Aziz, quien personifica a la India que le ha privado de su inocencia psicológica, pero él nunca estuvo allí. Admite que estaba equivocada. El caso se desestima. (Nótese que en el borrador del año 1913 E. M. Forster originalmente hacía que Aziz fuera culpable y condenado en el tribunal, pero más adelante cambió esto en el borrador del año 1924 para crear un final más ambiguo).
Todos los ingleses quedan abrumados y se enfurecen por lo que ven como una traición de Adela a la raza blanca. Ronny Heaslop rompe el compromiso. Adela se queda en casa de Fielding hasta que organice su pasaje en un barco a Inglaterra. Después de explicar a Fielding que el eco fue la causa de todo el asunto, ella se marcha de la India, para no volver nunca.
Aunque él queda libre y reivindicado, Aziz está enfadado y amargado porque su amigo, Fielding, se hiciera amigo de Adela después de que ella casi arruinase su vida. Creyendo que era la forma caballerosa de actuar, Fielding convence a Aziz de que no busque una compensación económica por parte de ella. La amistad de los dos hombres se resiente en consecuencia y Fielding pronto se marcha a Inglaterra. Aziz cree que lo hace para casarse con Adela por su dinero. Amargado por lo que ve como traición de su amigo, jura no volver nunca a hacerse amigo de un blanco. Aziz se traslada al estado de Mau, gobernado por un hindú y empieza una nueva vida.
Dos años más tarde, Fielding regresa a la India y a Aziz. Su esposa es Stella, la hija de la señora Moore de su segundo matrimonio. Aziz, ahora el médico principal del Rajá, al principio mantiene su enojo contra su antiguo amigo. Pero con el tiempo, vuelve a respetar y amar a Fielding de nuevo. Sin embargo, no abandona su sueño de una India libre y unida. En las últimas frases de la novela, explica que él y Fielding no pueden ser amigos, al menos no hasta que la India sea libre del Raj Británico. Incluso la tierra y el cielo parecen decir "Aún no".

## Lista de personajes
Dr. AzizUn joven médico indio musulmán que trabaja en el hospital británico en Chandrapore. Confía más en la intuición que en la lógica, y es más emocional que su mejor amigo, Fielding. Hace amigos con facilidad y parece algo charlatán a veces. Su principal contratiempo es una inhabilidad de ver una situación sin emoción, que Forster sugiere que es una típica dificultad india. A pesar de ser el protagonista de la novela Aziz tiene cierta noción vulgar sobre el físico de las mujeres. Aziz parece poseer un profundo amor por su difunta esposa pero la olvida debido a una impulsividad que ensombrece todo lo demás.
Cyril Fieldingdirector británico soltero, de 45 años de edad, trabaja en el pequeño colegio gubernamental de indios. La mente occidental lógica de Fielding no puede comprender el follón (o misterio) de la India, pero él es extremadamente tolerante y respetuoso hacia los indios. Se hace amigo del doctor Aziz, pero diferencias culturales y raciales, e incomprensiones personales, los separan.
Adela Questeduna joven maestra de escuela británica que está visitando la India con la vaga intención de casarse con Ronny Heaslop. Inteligente, valiente, honrada, pero ligeramente ñoña, es lo que Fielding llama una "mojigata". Llega con la intención de ver la auténtica India. Pero tras un escalofriante viaje a las cuevas de Marabar, ella acusa falsamente a Aziz de agredirla sexualmente.
La señora Moorela madre de Ronny Heaslop, mayor y pensativa. Visita Chandrapore para supervisar el compromiso de su hijo con Adela Quested. Respeta a los indios y sus costumbres, y los indios en la novela la respetan a ella más que a cualquier otro británico. Después de pasar por una experiencia similar a la de Adela, se vuelve apática y amargada.
Ronny Heaslopmagistrado británico de la ciudad de Chandrapore. Aunque no un hombre malvado, comparte el punto de vista racista de sus colegas angloindios. Rompe su compromiso con Adela después de que ella se retractase de su acusación contra el doctor Aziz. Considera que es una traición a su raza.
Profesor Narayan Godboleun brahmin contemplativo, cortés y mayor, que ve el mundo con ecuanimidad. Permanece totalmente ajeno a los conflictos de la novela.
El señor Turtonel recaudador británico de la ciudad de Chandrapore. No odia a los indios, pues eso sería negar la obra de su vida. A pesar de todo, él es fieramente leal a su raza, rechaza a personas menos snob como Fielding, y ve a los nativos con un desprecio ligermanete velado.
La señora Turtonesposa del señor Turton. Abiertamente racista, snob, y grosera con los indios y aquellos angloindios que son diferentes, grita a Adela en el tribunal cuando esta última se retracta de su acusación contra Aziz.
Mayor CallendarEl jefe médico británico y superior de Aziz en el hospital. Es más abiertamente racista que cualquier otro personaje masculino. Circulan rumores entre los indios de que Callendar llegó a torturar a un indio herido poniendo pimienta en lugar de antiséptico en sus heridas.
El señor McBrydeel superintendente británico de policía en Chandrapore. Como el señor Turton, considera que las razas de piel oscura son interiores a las de piel clara. Durante el juicio de Aziz, afirma públicamente que es un hecho científico que los hombres oscuros desean a las mujeres blancas. A pesar de todo, es más tolerante hacia los indios que la mayor parte de los británicos, y es amistoso con Fielding.
La señorita Derekuna inglesa empleada por una familia real hindú. Frecuentemente toma prestado su coche, y no se preocupa de pedir permiso o de devolvérselo a tiempo. Es demasiado bulliciosa y despreocupada para el gusto de la mayor parte de sus compatriotas. Tiene un lío con McBryde.
Nabab Bahadurel principal caballero indio de Chandrapore, un musulmán. Rico (es propietario de un coche) y generoso, es leal a los británicos (le presta el coche a Ronny Heaslop). Pero después del juicio, abandona su título de "nabab," que le han dado los británicos, en favor del más simple "señor Zulfiqar."
Hamidullahtío y amigo de Aziz. Educado en Derecho en la Universidad de Cambridge, declara al principio de la novela que es más fácil ser amigo de un inglés en Inglaterra que en la India. Aziz llega a estar de acuerdo con él.
Amritraoun destacado abogado indio de Calcuta, llamado para defender a Aziz. Se le conoce por su fuerte sentimiento antibritánico. Toma el caso por razones políticas y se enfada cuando el caso desaparece en el tribunal.
Mahmoud Aliun abogado indio musulmán que abiertamente odia a los británicos.
Dr. Panna Lalun médico hindú de clase baja y rival de Aziz en el hospital.
Ralph Mooreun joven tímido, sensible y lúcido, el segundo hijo de la señora Moore.
Stella Moorehija de la señora Moore y bella esposa de Fielding, más joven que él.

## Premios
- Obtuvo el premio James Tait Black Memorial de ficción en 1924.
- Ocupa el lugar 25.º de la lista de Modern Library de las 100 mejores novelas en inglés del siglo XX.

## Adaptaciones
- Una obra escrita por Santha Rama Rau basada en la novela se representó en el West End en 1960, y en Broadway desde el 31 de enero de 1962 hasta el 28 de abril de 1962[3]
- Una versión para la BBC de la novela, protagonizada por Sybil Thorndike, Virginia McKenna, Cyril Cusack y Saeed Jaffrey, se retransmitió por vez primera el 16 de noviembre de 1965.[4]
- El aclamado director Satyajit Ray pretendía dirigir una adaptación teatral de la novela, pero el proyecto nunca se realizó.[5]
- Una película de 1984 dirigida por David Lean, y protagonizada por Judy Davis, Victor Bannerjee, James Fox, Peggy Ashcroft y Alec Guinness, obtuvo dos Oscars y otros premios.
- La adaptación de Martin Sherman para la compañía de teatro Shared Experience se estrenó en Richmond en 2002.[6] Ha salido de gira por el Reino Unido e interpretado en el Teatro Harvey de Brooklyn Academy of Music en noviembre de 2004.[7]